# Super Hercule
Pour les articles homonymes, voir Hercule (homonymie).
Super Hercule est un périodique de bande dessinée publié à partir de 1986. Son nom provient d'Hercule, le personnage de bande-dessinée de l'univers de Pif le chien.
La revue mensuelle a une formule d'édition assez proche de Pif Gadget : le magazine contient lui aussi des bandes dessinées mais il porte plus sur un ton comique que son cousin, avec de nombreux gags et un humour sarcastique. Il offre aussi un gadget, mais ce dernier est beaucoup plus orienté « farces et attrapes ».
Super Hercule est paru de juillet 1986 à mai 1992 avec un total de 71 numéros. La collection comprend aussi quelques numéros spéciaux et géants.
Auteurs présents :
- Bruno Bouteville alias Jaap,
- Yannick,
- Curd Ridel